# Lieve Vercauteren
Lieve Vercauteren (Zele, 21 mei 1982) is een Vlaamse actrice.
Ze studeerde in 2006 af aan Drama Gent. In het theater speelde ze met fABULEUS twee seizoenen mee in de productie Forza!. In 2010 stond ze met Oh Baby, Baby op de planken.
Met betrekking tot haar televisiewerk is ze vooral bekend van haar rol als Emma in de gelijknamige tv-serie op de Vlaamse zender één. In 2008 had ze een gastrol in FC De Kampioenen, ze speelde een vrouw die ging trouwen.
Verder speelde zij ook nog een gastrol in de Vlaamse politieserie Flikken, (seizoen 7, aflevering 10, game set match) in de rol van Lise Verbeeck, die haar vriend, die toptennisser wil worden, per abuis insuline inspuit in plaats van glucose. Ze wordt vrijgesproken omdat ze niet wist dat haar vriend doping nam. 